# Samaritanischer Pentateuch

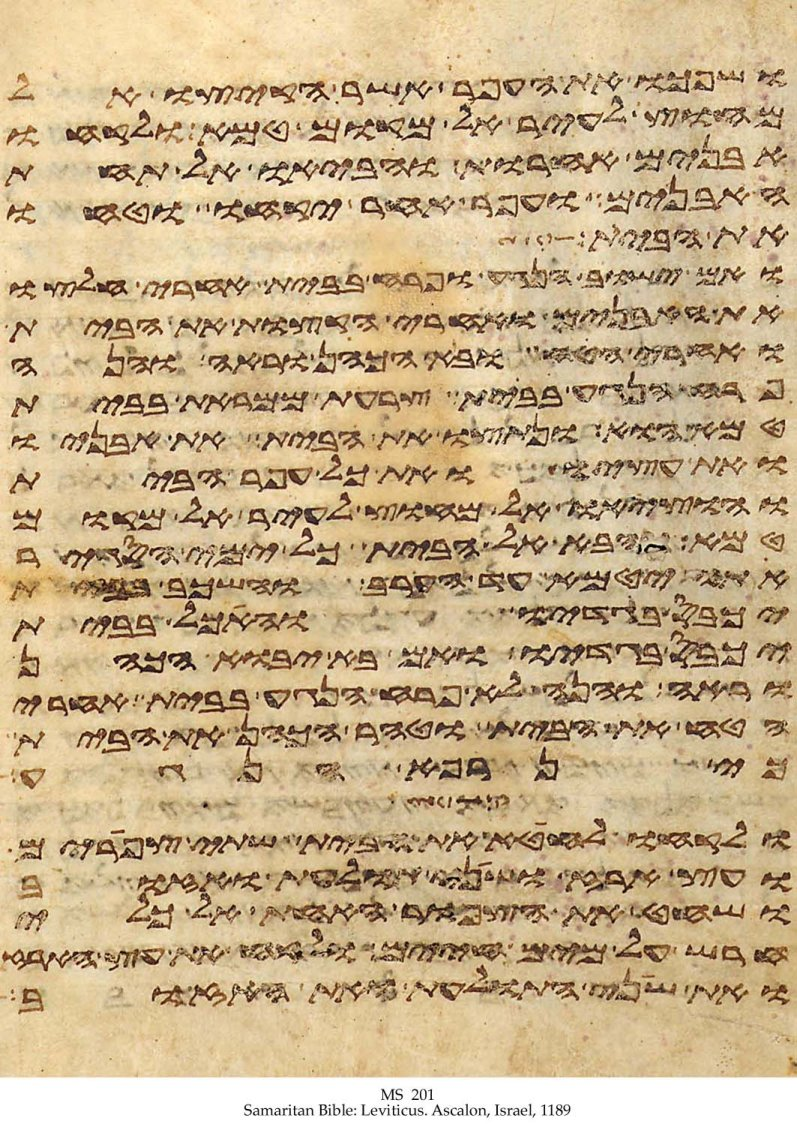
Blatt eines der ältesten Codices des Samaritanischen Pentateuchs: Lev 13,56–15,15, Schreiber Ab Hasta, Sohn des Abnef Uscha, im Jahr 1189 (Schøyen Collection, MS 201)

Der Samaritanische Pentateuch oder Samaritanus (hebräisch תורה שומרונית torah shomronit) ist die von den Samaritanern überlieferte hebräische Version der Tora (des Pentateuch). Die Samaritaner sehen nur die fünf Bücher der Tora als Heilige Schrift an, nicht die weiteren Schriften des Tanach. Äußerlich unterscheiden sich die Handschriften des Samaritanischen Pentateuch von jüdischen Handschriften durch die verwendete samaritanische Schrift, eine Variante der althebräischen Schrift.
Der Samaritanische Pentateuch repräsentiert neben dem Masoretischen Text und der Septuaginta den dritten Texttyp, in dem die Tora bis in die Gegenwart tradiert wurde. Die griechische Übersetzung des Samaritanus, das so genannte Samareitikon, liegt eventuell in Fragmenten eines Codex vor, die von Paul Glaue und Alfred Rahlfs publiziert wurden. Ansonsten ist er nur in Randnotizen und Zitaten nachgewiesen. Aus zahlreichen mittelalterlichen Handschriften bekannt ist der Samaritanische Targum, die Übersetzung ins Aramäische. Weiterhin existiert eine arabische Übersetzung des Samaritanus.

## Handschriften

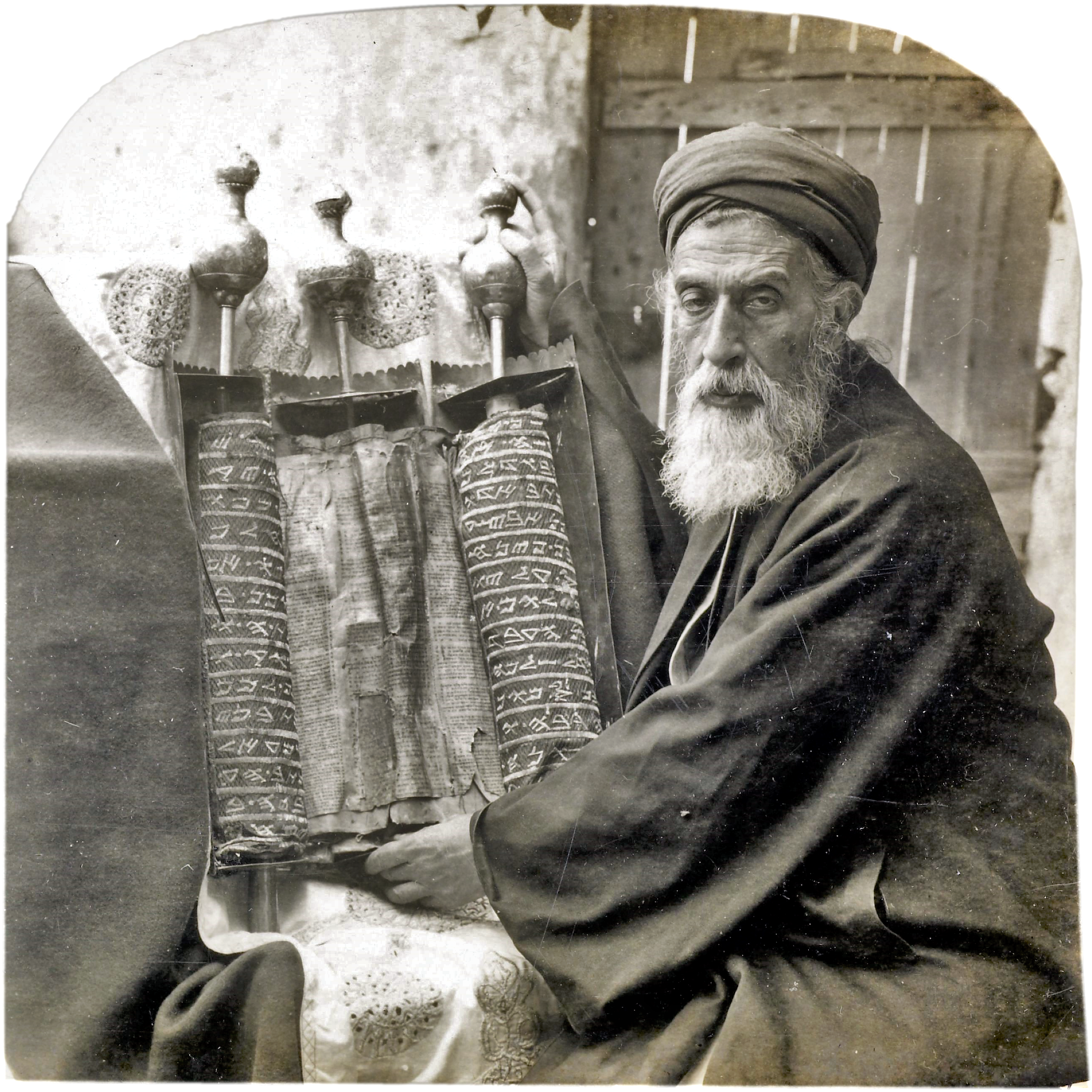
Samaritanischer Hohepriester mit Torarolle, 1905

Die ältesten bislang bekannten Handschriftenfragmente des Samaritanischen Pentateuch stammen aus dem 11. Jahrhundert.
Dass der Text des Samaritanischen Pentateuch tatsächlich jedoch viel älter ist, ist durch Inschriften mit Texten aus dem Samaritanischen Pentateuch (insbesondere dem Dekalog) aus dem 3. bis 6. Jahrhundert sowie die verschiedenen Fassungen des samaritanischen Targum erwiesen.
In der samaritanischen Glaubensgemeinschaft wird, ebenso wie im Judentum, die Tora in Form eines Codex zum Studium verwendet und in Form einer Schriftrolle für liturgische Anlässe. Eine Besonderheit der liturgischen Verwendung bei Samaritanern besteht darin, dass eine Torarolle mehrmals im Jahr bei Pilgerzügen zum Gipfel des Garizim mitgeführt wird. In Nablus werden dabei drei alte Rollen gebraucht, die 1860 Edward VII., damals Prince of Wales, bei seinem Besuch in Nablus gezeigt wurden:
- eine 1441 n. Chr. geschriebene Rolle, die Besuchern oft als „Abischa-Rolle“ vorgeführt wurde und wird (Foto) – an Jom Kippur und Sukkot;
- eine undatierte Rolle – für die Sabbatlesung;
- die (echte) Abischa-Rolle – am Sabbat in der Sukkot-Festwoche.

In der Samaritanergemeinde von Nablus, dem biblischen Sichem, gilt die Abischa-Rolle als Prototyp aller Torarollen, weil sie laut einem Kryptogramm im Buch Deuteronomium von Abischua, dem Urenkel Aarons (vgl. 1 Chr 5,29–30 ), 13 Jahre nach der Landnahme der Israeliten geschrieben worden sein soll. Alle anderen Torarollen seien Kopien dieses Exemplars. In den samaritanischen Quellen wird die Abischa-Rolle erstmals im 14. Jahrhundert durch den Chronisten Abu’l Fath erwähnt. In einer Glosse der samaritanischen Chronik (Tulida) heißt es, dass die Abischa-Rolle durch ein Erdbeben schwer beschädigt wurde, das gerade dann eintrat, als sie bei einem Pilgerfest auf dem Gipfel des Garizim genutzt wurde. Federico Pérez Castro erhielt in den 1950er Jahren die seltene Gelegenheit, die echte Abischa-Rolle komplett zu fotografieren. Es handelt sich um eine stark beschädigte Schriftrolle, die aus Teilen unterschiedlicher Rollen sekundär zusammengefügt wurde. Nach gründlicher Untersuchung entschied sich Castro, nur den hinteren Teil der Rolle zu publizieren (Num 35  – Dtn 34 ), da der vordere Teil der Rolle aus zumeist jungen Handschriften zusammengefügt war, mit nur kleinen Teilen alter Schriftrollenfragmente. Der Teil Num 35 – Dtn 34 ist allerdings, wie Castro erkannte, ebenfalls nicht einheitlich; er stammt von mehreren Schreibern aus dem 12. bis 14. Jahrhundert
Wichtige frühe Handschriften des Samaritanus, ungefähre Daten kursiv:
| Name                                                      | Datum          | Beschreibung | Aufbewahrungsort |
| --------------------------------------------------------- | -------------- | --- | ---------------- |
| Ms. Washington, Museum of the Bible, SCR.004821           | 1160           | Die Buchrolle enthält den gesamten Pentateuch. Schreiber: Shalmah Ben Abraham. In der britischen Mandatszeit von David Solomon Sassoon erworben; 1984 bei einer Auktion für die Valmadonna Trust Library erworben; 2015 für die Green Collection, Oklahoma City erworben. | Washington       |
| Ms. Dublin, Chester Beatty Library, 751                   | 1225           | Dieser von Abi Barakatah geschriebene Codex ist ein (fast) vollständig erhaltenes Exemplar des Samaritanischen Pentateuch. Der hochwertig geschriebene Text ist sehr gut erhalten, auch Interpunktions- und Vokalzeichen sind gut lesbar. | Dublin           |
| Ms. Nablus, Synagogue, A                                  | 1336           | Die Handschrift enthält den gesamten Pentateuch. Einzelne Blätter wurden vom Manuskript getrennt und befinden sich in der Russischen Nationalbibliothek und der Bodleian Library. | Nablus           |
| Ms. Dublin, Chester Beatty Library, 752                   | 1339           | Die Handschrift enthält den gesamten Pentateuch. | Dublin           |
| Ms. London, British Library, Or. 6461                     | 1339           | Die Handschrift enthält den gesamten Pentateuch. Der Schreiber war Abraham ben Jacob ben Tabya ben Sa’adiah ben Abraham aus der Schreiber-Familie Pijma. Der Codex (199 Blätter) wurde 1902 für das Britische Museum erworben. | London           |
| Ms. Paris, Bibliothèque nationale, Samaritain 2           | 1345           | Die von Pietro della Valle 1616 in Damaskus erworbene Handschrift, Grundlage der Pariser und Londoner Polyglotte. Sie wurde um 1623 dem Oratorium in Paris geschenkt. Vollständiger Codex (254 Blätter). | Paris            |
| Ms. London, British Library, Cotton Claudius B. viii      | 1362           | Ein Codex des 14. Jahrhunderts, aus der Sammlung von Robert Bruce Cotton (1571–1631). Die erste Hälfte der Handschrift wurde von Ithamar ben Aaron ben Ithamar, dem samaritanischen Hohenpriester in Damaskus, und Joseph ben Abi Ozzi geschrieben, die zweite Hälfte von Abraham ben Ab Nessan ben Abi Saʿadia ben Ab Hasda von Gerar (= Gaza). Der Codex (254 Blätter) umfasst den kompletten Pentateuch. Er wurde 1620/30 im Orient erworben. | London           |
| Ms. Cambridge, University Library, Add. 1846              | 12. Jh.        | Die Handschrift ist bekannt unter dem Namen Codex Zurbil, benannt nach einem Scholion am Ende des Buchs Numeri, in dem behauptet wird, dass dieses Manuskript zur Zeit des Serubbabel (= Zurbil) aus dem Feuer gerettet worden sei. Der Text wurde von fünf Schreibern angefertigt. | Cambridge        |
| Ms. Nablus, Synagogue, 6                                  | 1204           | Dieses Manuskript hat wegen seines Alters (1204 n. Chr.) einen hohen Wert, weist allerdings zahlreiche Schreibfehler auf und ist teilweise schlecht lesbar oder beschädigt. | Nablus           |
| Ms. Cambridge, University Library, Add. 713               | frühes 13. Jh. | Codex (244 Blätter, davon einige modern ergänzt). | Cambridge        |
| Ms. Manchester, John Rylands Library, Sam 1               | 1211           | Von Abi Baraktah geschaffener, sehr gut erhaltener Codex. Der Text von Num 34 wurde so angeordnet, dass eine Karte des Gelobten Landes entsteht mit dem Garizim als Zentrum. | Manchester       |
| Ms. Jerusalem, National Library of Israel, Sam 2° 6       | 1215           | Aus der Sammlung von David Salomon Sassoon (London). | Jerusalem        |
| Ms. Cambridge, University Library, Add. 714               | 1219           | Codex (312 Blätter), zweispaltig hebräisch-arabisch. Der Schreiber war Abu’l barakât ben Ab-Zehuta ben Ab-Nephuscha ben Abraham aus Ṣarpat. | Cambridge        |
| Ms. Rom, Bibliotheka Apostolica Vaticana, Barberini Or. 1 | 1226           | Sogenannte Barberinische Triglotte: drei Kolumnen hebräisch – arabisch – aramäisch, die von Nicolaus Claudius Fabricius de Peiresc 1631 im Orient erworben und Kardinal Francesco Barberini vererbt wurde. Von den 266 Blättern sind 182 alt. Die Barberinische Triglotte wurde im Gegensatz zu della Valles Exemplar zunächst nicht publiziert.                                                                                                 | Vatikanstadt     |
| Ms. New York, Public Library, Heb. 228                    | 1232           | Pergament-Codex, die ersten und letzten Blätter des Pentateuch sind modern auf Papier ergänzt. Schreiber war Abraham ben Israel ben Efraim ben Josef. | New York         |
| Ms. Paris, Bibliothèque nationale, Sam. 1                 | 13. Jh.        | Codex (258 Blätter), enthält den Text von Gen 18,2 bis Dtn 7,5 mit einer größeren Lücke im Buch Levitikus. | Paris            |
| Ms. London, British Library, Or. 7562                     | 1300           | Einzelne Blätter wurden vom Manuskript getrennt und befinden sich im Institute for the Study of Ancient Cultures, West Asia & North Africa (bis 2023 Oriental Institute) der University of Chicago, in der John Rylands Library und in der Russischen Nationalbibliothek. | London           |
| Ms. Manchester, John Rylands Library, Sam 2               | 1328           | Pergament-Codex (220 Blätter), enthält Gen 1,14 bis Dtn 34,12; hebräisch-arabische Biglotte, geschrieben von Miššālēma ban Yāqob ban Miššālēma. | Manchester       |
| Ms. Leipzig, Universitätsbibliothek, Vollers 1120         | 1345           | August von Gall vermutete, dass dieser Codex mit der Sammlung Firkowitsch nach Leipzig gelangte. Er umfasst 160 Blätter mit dem Text von Gen 11,31 bis Dtn 4,37; bis auf die letzten Blätter gut erhalten. | Leipzig          |
| Ms. London, British Library, Add. 1443                    | 1350           | Pergament-Codex mit 223 Blättern (128 fol. des Originals + 95 fol. der Rekonstruktion von 1794); geschrieben von Ītāmar ban Ārron ban Ītāmar. | London           |
| Ms. Leiden, University Library, Or. 6                     | 1350           | Codex (170 Blätter), der Manuskripte unterschiedlicher Herkunft und unterschiedlichen Alters vereint. | Leiden           |
| Ms. London, British Library, Add. 22369                   | 1360           | Codex (154 Blätter), nur Anfang und Schluss des Pentateuch fehlen. Der Schreiber war Abraham ben Ab-Nisan ben Ab-Chisda aus Gerar (= Aschkelon). | London           |

Neben dem Text der Tora enthalten samaritanische Pentateuchhandschriften verschiedene Paratexte, teils in den Haupttext eingebettet (Tašqīl), teils den Text begleitend (z. B. Zählung der Abschnitte eines Buches nach seinem Ende, Kolophone), teils zu einem späteren Zeitpunkt hinzugefügt (z. B. Verkäufereinträge, Einträge über Rekonstruktion beschädigter Handschriften). Da diese Texte Aufschluss über den historischen und sprachlichen Kontext zur Entstehungszeit der jeweiligen Handschrift und über ihr weiteres Schicksal geben, stellte bereits Gall seiner Edition in der Einleitung Transkriptionen der zu den von ihm berücksichtigten Handschriften gehörigen Paratexte zur Seite. Dieser Ansatz wird aufgegriffen in einem von Stefan Schorch geleiteten Projekt, das sich die kodikologische Beschreibung samaritanischer Pentateuchhandschriften aus den unterschiedlichen Bibliotheken in einem gemeinsamen Katalog zum Ziel gesetzt hat und in diesem Rahmen auch die Paratexte transkribiert, ins Deutsche übersetzt und kommentiert.

## Verhältnis zum Masoretischen Text
„Das Problem des samaritanischen Pentateuchs besteht darin, dass er in über 6000 Fällen von 𝕸 [= dem masoretischen Text] abweicht“, schrieb Ernst Würthwein in einem Standardwerk zur Textkritik. Ein Großteil dieser Fälle betreffe aber nur die Orthografie, z. B. den Unterschied zwischen defektiver und Plene-Schreibung oder andere formale Unterschiede, keine inhaltlichen Aussagen. Die Zahl von 6000 Textdifferenzen entstammt einer Liste, die Edmund Castell aufgrund unklarer Kriterien erstellte und die 1657 im Anhang der Londoner Polyglottbibel veröffentlicht wurde. Wissenschaftlich obsolet, wurde sie ungeprüft bis in die Gegenwart wiederholt.
Als unter den Schriftrollen vom Toten Meer Handschriften eines „präsamaritanischen“ Texttyps des Pentateuch bekannt wurden (früher als „protosamaritanisch“ bezeichnet), kam es zu einer Neubewertung des Samaritanus: Er ist demnach keine durch samaritanische Sonderlehren überformte Sekundärversion, sondern ein Typ des Pentateuchtextes, der im 2. Jahrhundert v. Chr. neben dem proto-masoretischen Texttyp verbreitet war und der an sehr wenigen Stellen durch Erweiterungen (nicht Textkorrekturen) an die samaritanische Religion angepasst wurde.
Als samaritanische Textänderungen an der präsamaritanischen Vorlage, die aus ideologischen Gründen erfolgt seien, sind folgende drei Textpassagen in der Diskussion:
- Dtn 12,5 EU fordert in der Fassung des Samaritanus als zentralen Kultort „den Ort, den JHWH erwählt hat (hebräisch בחר bāḥar)“, im Masoretischen Text dagegen „den Ort, den JHWH erwählen wird (hebräisch יבחר jivḥār)“. Damit ist für die Tradenten des Masoretischen Textes der Tempelberg in Jerusalem gemeint. Da Mose nach der Darstellung des Deuteronomiums östlich des Jordans verstarb, lag die Erwählung des Jerusalemer Heiligtums für ihn in der Zukunft. Dtn 12,5 ist die Schlüsselstelle; das Phänomen, dass der Samaritanus bāḥar und der masoretische Text jivḥār liest findet sich, bezogen auf die Erwählung eines Heiligtums, insgesamt 21 mal im Pentateuch.[51]
- Nach der Samaritanus-Version von Dtn 27,4 EU soll nach dem Einzug ins Land der Verheißung ein Altar auf dem Berg Garizim erbaut werden, nach der Version des Masoretischen Textes soll dieser Altarbau dagegen auf dem benachbarten Berg Ebal stattfinden.
- Am Ende der Zehn Gebote (Ex 20,13 EU und Dtn 5,18 EU) bietet der Samaritanus ein zusätzliches Gebot, das den Kultort auf dem Berg Garizim legitimiert (die beiden ersten Gebote nach jüdischer Zählung werden als ein Gebot gezählt, so dass auch Samaritaner auf zehn Gebote kommen).

Im Fall von Dtn 12,5  unterscheidet sich die Fassung des Samaritanus und die des Masoretischen Textes nur durch einen Buchstaben. Beide Versionen sind in Qumran bezeugt: die des Samaritanus in 4QMMT und die des Masoretischen Textes in der Tempelrolle. In der Forschung wird vermutet, dass der proto-masoretische Text von Dtn 12,5 und in Dtn 27,4 in Jerusalem geändert wurde. Mehrere Septuaginta-Handschriften bieten ebenso wie (von der Septuaginta abhängige) altlateinische und koptische (bohairische) Pentateuchhandschriften bei 12 der 21 Vorkommen Präteritum statt Futur, und dies hat nach dem Prinzip der lectio difficilior großes Gewicht. Die anti-samaritanische Politik der Hasmonäer gipfelte in der Zerstörung des Heiligtums auf dem Garizim (128 v. Chr.) durch Johannes Hyrkanos I. Zeitnah wurde dem Heiligtum auf dem Garizim auch die Legitimation durch die Tora entzogen. Gary N. Knoppers vermutet, dass die Formulierung ursprünglich offen gehalten war, so dass samaritanische und judäische Verehrer JHWHs jeweils ihr eigenes Heiligtum darin gemeint finden konnten. Denn der Pentateuch sei ein Kompromissdokument, auf das sich beide Gemeinden in der Perserzeit einigen konnten.
In Dtn 27,4  wird die Lesart des Samaritanus (Garizim statt Ebal) durch ein Manuskript der Vetus Latina bestätigt, die hier eine unkorrigierte Septuaginta-Version erhalten hat (lateinisch: in monte garzin). Bei diesem Textzeugen, dem Codex Lugdunensis, handelt es sich um eine Unziale, die im 6. Jahrhundert in der Gegend von Lyon geschrieben wurde – eine Beeinflussung durch die zeitgenössische samaritanische Gemeinde kann praktisch ausgeschlossen werden. Neuerdings wurde die Vermutung, dass an dieser Stelle ursprünglich Garizim stand und der Masoretische Text in Ebal geändert wurde, durch das Qumran-Textfragment 4QDeutf bestätigt.

## P Giessen 19
Carmel McCarthy, die Herausgeberin des Bandes Deuteronomium in der Biblia Hebraica Quinta, nennt neben dem Codex Lugdunensis einen weiteren Zeugen für die Lesart Garizim statt Ebal in Dtn 27,4 : P Giessen 19. Dieses Pergamentblatt stammte aus Antinoopolis in Ägypten und wird paläografisch ins 5. oder 6. Jahrhundert datiert. Zum gleichen Codex gehörten die Fragmente P 13, P 22 und P 26. Bei der Erstveröffentlichung hatten Paul Glaue und Alfred Rahlfs diese Handschrift der verlorenen griechischen Übersetzung des Samaritanus, die durch Origenes bezeugt ist, zugeordnet. In ihrer Argumentation hatte folgende Beobachtung in Dtn 27,4 besondere Bedeutung: altgriechisch εν αργαρ[ι]ζιμ en argar[i]zim „auf Argarizim“ zeigt die samaritanische Besonderheit, Har Garizim („Berg Garizim“) als ein Wort zu schreiben, das dann, als Hebräisch nicht mehr Umgangssprache war, als Eigenname verstanden wurde. Deshalb hat man es nicht ins Griechische übersetzt, sondern als Argarizim transkribiert. Damit war P Giessen 19 der wichtigste Zeuge des Samareitikon, und die Interpretation von Glaue und Kahle war Konsens, bis sie von Emanuel Tov 1971 in Frage gestellt wurde. Bereits Glaue und Kahle hatten Ähnlichkeiten von P Giessen 19 mit der Septuaginta festgestellt, dies aber so erklärt, dass der samaritanische Übersetzer aus dem Hebräischen ein Septuaginta-Exemplar bei seiner Arbeit benutzt hätte. Tov dagegen hält P Giessen 19 für eine Rezension der Septuaginta; mit der Lesart en argar[i]zim sei er neben der Vetus Latina (Codex Lugdunensis) ein weiterer Beleg für den alten, nicht modifizierten Text. Für Adrian Schenker ist der Ortsname Argarizim dagegen das stärkere Argument; den Namen so zu transkribieren weise auf einen samaritanischen Übersetzer hin. Dagegen spreche nicht, dass die Septuaginta benutzt wurde und es daher fraglich ist, ob man P Giessen 19 als selbständige Übersetzung aus dem Hebräischen oder als Septuaginta-Rezension einordnen soll.

## Samaritanischer Dekalog („Garizim-Komposition“)

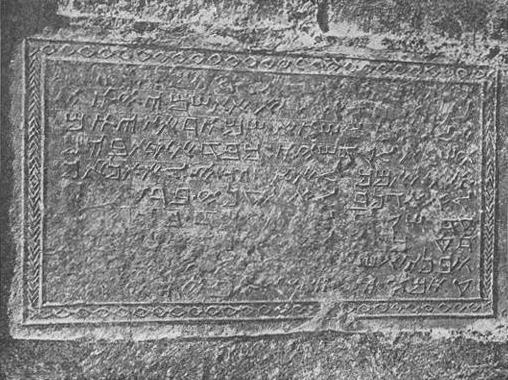
Samaritanische Dekalog-Inschrift aus Nablus (Spolie in der Chizn-Yakub-Moschee)

Während Dtn 12,5  und Dtn 27,4  von vielen Fachleuten nicht als samaritanische Textänderungen aus ideologischen Gründen beurteilt werden, bleiben die Zufügungen zum Dekalog (Ex 20,13  und Dtn 5,18 ). Die Fragmente der präsamaritanischen Handschriften vom Toten Meer enthalten diese beiden Passagen nicht. Um die Vorgeschichte der „Garizim-Komposition“ vor der Bezeugung in den mittelalterlichen samaritanischen Codices aufzuhellen, werden samaritanische Inschriften, die den Dekalog in abgekürzter Form enthalten, herangezogen; die ältesten stammen aus frühbyzantinischer Zeit. Die größte Bedeutung kommt einer Steintafel, einer samaritanischen Form der Mesusa, zu, die aus Nablus stammen soll und sich seit 1862 im Leeds City Museum befindet. Ferdinand Dexinger hat allerdings darauf hingewiesen, dass die fraglichen Schlusszeilen der Tafel aus Leeds nicht zum Dekalog gehören, sondern diesen Text rahmen; damit fallen sie als Zeugen für eine frühere Fassung der „Garizim-Komposition“ aus.
Die Garizim-Komposition, die an Ex 20,13  angefügt wurde, umfasst 92 Worte. Es ist aber kein neuer Text, sondern eine Zusammenstellung von Zitaten: Dtn 11,29 ; Dtn 27,2–7 ; Dtn 11,30 . Diese Sätze sind hier als Gottesrede am Sinai zu verstehen. Sie werden nach Dtn 5,18  exakt gleich als Moserede wiederholt. Stefan Schorch meint, dass die Garizim-Komposition ursprünglich kein Teil des Dekalogs gewesen sei, sondern auf ihn folgte. Er versteht sie auch in Ex 20 als Mose-, nicht als Gottesrede.

## Forschungsgeschichte
Der westeuropäischen Forschung unmittelbar wurde der Samaritanische Pentateuch erst zugänglich, nachdem der italienische Forschungsreisende Pietro della Valle 1616 in Damaskus eine aus dem Jahr 1345 stammende Handschrift erworben und nach Europa gebracht hatte. Der französische Botschafter in Konstantinopel, Achille de Harlay de Sancy, brachte die Handschrift 1621 nach Paris, wo sie sich seither befindet. Der Text dieser Handschrift wurde in der Pariser und der Londoner Polyglotte zusammen mit dem samaritanischen Targum in samaritanischer Schrift abgedruckt und war bis zum Anfang des 20. Jahrhunderts der für den Vergleich mit anderen Versionen herangezogene Standardtext.
Die Rezeption dieses Textes wurde von zeitgenössischen katholisch-evangelischen Kontroversen bestimmt. Die evangelische Dogmatik betrachtete den Masoretischen Text als inspiriert und durch eine zuverlässige Tradentenkette bis in die eigene kirchliche Gegenwart überliefert. Ein abweichender hebräischer Text konnte daher nur falsch sein. Katholische Autoren bewerteten die Qualität des samaritanischen Textes höher und hielten Textverderbnisse in der jüdischen Tora eher für möglich. Die Aufnahme des Samaritanus in die Polyglottbibeln des 17. Jahrhunderts hatte daher auch einen kontroverstheologischen Akzent. Eine Ausnahme war der evangelische Hebraist Benjamin Kennicott: Er schätzte den samaritanischen Pentateuch hoch, sammelte im 18. Jahrhundert die Varianten des Konsonantentexts in den ihm zugänglichen samaritanischen Handschriften und stellte ihn in einem Apparat zusammen mit dem samaritanischen Text der Londoner Polyglotte dem masoretischen Textus receptus und dessen Varianten gegenüber. Dabei wurde der samaritanische Pentateuchtext (in Quadratschrift) nur dort abgedruckt, wo er vom masoretischen Text abweicht.
Wilhelm Gesenius sichtete den Text und entwickelte 1815 einen Kriterienkatalog zur Beurteilung der Abweichungen des Samaritanus vom Masoretischen Text. Er hielt ihn für eine sekundäre Version des jüdischen Textes. Seine Kennzeichen seien sprachliche Vereinfachung, stilistische und literarische Harmonisierungen und Textänderungen zugunsten samaritanischer Sonderlehren. Die Bedeutung des Samaritanischen Pentateuch für die Herstellung des Urtextes des Pentateuchs wurde seit diesem Verdikt von Gesenius gering veranschlagt. Seither galt er als fast wertlos für die biblische Textkritik.
An dem mehrheitlich negativen Urteil über den Samaritanus änderte sich zunächst nichts, als ältere Handschriften bekannt wurden. Bereits August von Gall konnte für den eklektischen Text seiner 1914–1918 erschienenen Ausgabe einzelne Handschriften des 12. und 13. Jahrhunderts verwenden. Diese bislang einzige vollständige kritische Ausgabe des Samaritanischen Pentateuch schloss erstmals auch Varianten der Interpunktion sowie der in den Handschriften nur sporadisch gesetzten Vokal- und textkritischen Zeichen ein. Von Galls Textedition ist vor allem aus zwei Gründen problematisch: Er nahm einen samaritanischen Urtext an, und er ging vom Masoretischen Text aus, um die Varianten des Samaritanus zu bewerten. Er bietet „einen eklektischen Text, dessen Lesungen im Zweifelsfall einer künstlichen und letztlich am Masoretischen Text gewonnenen sprachlichen und orthographischen Norm folgen.“ Erschwerend kommt hinzu, dass von Gall keine der wichtigsten Handschriften des Samaritanus nutzen konnte.
Für die Erforschung des Samaritanischen Pentateuch in der zweiten Hälfte des 20. Jahrhunderts war die Untersuchung der Aussprachetradition, um die sich insbesondere Ze'ev Ben-Ḥayyim verdient gemacht hat, von grundlegender Bedeutung. Er publizierte unter anderem eine Fassung des Samaritanischen Pentateuch in Lautschrift, die er anhand von Tonbandaufnahmen erstellt hatte. Diese ermöglicht ein besseres Urteil darüber, welche Besonderheiten des Samaritanus mit den Eigenheiten des Samaritanischen Hebräisch zu erklären sind.
Abraham Tal veröffentlichte 1994 eine Edition des Samaritanus, der die Handschrift Ms. 6 aus der samaritanischen Synagoge von Nablus zugrunde legt. Gegenüber von Galls Text bietet sie den Vorteil, keinen rekonstruierten Text zu bieten, sondern dem Leser einen wichtigen Textzeugen aus dem Jahr 1204 zugänglich zu machen. In der Beschränkung auf dieses eine Manuskript liegt aber auch der Nachteil, dass damit nur ein kleiner Teil der samaritanischen Textüberlieferung dargestellt wird.
Die seit 2018 im Erscheinen begriffene Ausgabe von Stefan Schorch und József Zsengellér ist eine diplomatische Edition. Ihr Grundtext ist Ms. Dublin, Chester Beatty Library, 751. Diese Neuausgabe verwendet wie schon von Gall die hebräische Quadratschrift, verbindet sie aber mit samaritanischen Vokal- und Interpunktionszeichen. Sie berücksichtigt über ihre Vorgängerinnen hinaus auch die mündliche Vokalisierungstradition und notiert in je eigenen Apparaten auch die Varianten der aramäischen und arabischen samaritanischen Übersetzungen sowie die nichtsamaritanischen Parallelen, unter anderem in Septuaginta und Qumranhandschriften.

## Textausgaben
- Stefan Schorch (Hrsg.): The Samaritan Pentateuch – A Critical Editio Maior. Walter de Gruyter, Berlin / Boston 2018 ff.

Band 1: Genesis. 2021, ISBN 978-3-11-070950-6.
Band 3: Leviticus. 2018, ISBN 978-3-11-040287-2.
- Julius Heinrich Petermann: Pentateuchus samaritanus. 5 Bände. Berlin 1872–1891 (Band 1–5).
- August von Gall (Hrsg.): Der hebräische Pentateuch der Samaritaner. Band 1: Prolegomena und Genesis. Alfred Töpelmann, Gießen 1914–1918 (Nachdrucke: Töpelmann, Berlin 1966 bzw. Walter de Gruyter, Berlin 1993, ISBN 3-11-009258-1).
- Abraham Tal (Hrsg.): The Samaritan Pentateuch. Edited according the MS 6 (C) of the Shekhem Synagogue. Tel-Aviv University 1994, OCLC 492989975.
- Paul Glaue, Alfred Rahlfs: Fragmente einer griechischen Übersetzung des samaritanischen Pentateuchs (= Mitteilungen des Septuaginta-Unternehmens der Königlichen Gesellschaft der Wissenschaften zu Göttingen. 2). Weidmann, Berlin 1911 (Digitalisat).